# Carole Eastman
Pour les articles homonymes, voir Eastman (homonymie).
Carole Eastman (née le 19 février 1934 et morte le 13 février 2004) était une scénariste américaine. Elle utilisait occasionnellement le pseudonyme « Adrien Joyce. »

## Filmographie sélective
- 1967 : La Mort tragique de Leland Drum (The Shooting) de Monte Hellman
- 1969 : Model Shop de Jacques Demy
- 1970 : Cinq pièces faciles (Five Easy Pieces) de Bob Rafelson
- 1970 : Portrait d'une enfant déchue (Puzzle of a Downfall Child) de Jerry Schatzberg
- 1975 : La Bonne Fortune (Fortune) de Mike Nichols
- 1992 : Man Trouble de Bob Rafelson

## Source
- (en) Cet article est partiellement ou en totalité issu de l’article de Wikipédia en anglais intitulé « Carole Eastman » (voir la liste des auteurs).